# Kamence, Rogaška Slatina
Kamence este o localitate din comuna Rogaška Slatina, Slovenia, cu o populație de 99 de locuitori.